# ريتشارد بانجز
ريتشارد بانجز (بالإنجليزية: Richard Bangs)‏ هو كاتب أمريكي، ولد في 1950 في نيو هيفن في الولايات المتحدة.

## وصلات خارجية
- ريتشارد بانجز على موقع IMDb (الإنجليزية)